# Robert Moch
Robert Gaston "Bob" Moch (ur. 20 czerwca 1914 w Montesano, zm. 18 stycznia 2005 w Issaquah) – amerykański wioślarz i prawnik, złoty medalista olimpijski.
Wystąpił na igrzyskach olimpijskich w Berlinie w 1936, gdzie reprezentanci USA w składzie: Herbert Morris, Charles Day, Gordon Adam, John White, James McMillin, George Hunt, Joe Rantz, Donald Hume i Robert Moch (sternik) zdobyli złoty medal w ósemkach. W finale o 0,6 sekundy wyprzedzili osadę Królestwa Włoch, a o 1 sekundę wyprzedzili osadę III Rzeszy. Był to jego jedyny start olimpijski.
Kształcił się na University of Washington i Harvard Law School, uzyskując dyplom prawnika. Po igrzyskach pracował jako trener, między innymi na Massachusetts Institute of Technology. Następnie prowadził praktykę adwokacką.